# 何松健太郎
何松 健太郎（なにまつ けんたろう、2001年8月17日 - ）は、日本出身のラグビーユニオン選手。2024年現在ジャパンラグビーリーグワンに参戦する浦安D-Rocksに所属している。

## プロフィール
- 大阪府出身。
- ポジションはウィング(WTB)、センター(CTB)[1]。
- 身長 177 cm、体重 85 kg
- 愛称はなにけん。
- 姉は京都成章高等学校女子ラグビー部の顧問
- 4人姉弟の末っ子

## 来歴
2020年、東海大大阪仰星高校卒業後、東海大学に入る。
2024年、アーリーエントリーで浦安D-Rocksに加入。同年4月20日に行われたJAPAN RUGBY LEAGUE ONE DIVISION 2、1〜3位順位決定戦第1節豊田自動織機シャトルズ愛知戦にて途中出場でリーグワン公式戦初出場を果たして、デビュー戦でトライをあげた。
2025年6月、ブラザーズラグビークラブに留学。